# Рибера (Италия)
 Тази статия е за града в Сицилия.  За испанския художник вижте Хосе де Рибера.  
Рибѐра (на италиански: Ribera, на сицилиански Rivela, Ривела) е град и община в Южна Италия, провинция Агридженто, автономен регион и остров Сицилия. Разположен е на 223 m надморска височина. Населението на общината е 19 231 души (към 2012 г.).